# کارول داوین
کارول داوین (چکی: Karol Divín؛ زادهٔ ۲۲ فوریهٔ ۱۹۳۶ – ۶ آوریل ۲۰۲۲) اسکیت‌باز نمایشی اهل چکسلواکی بود.